# Ščukinskaja
Ščukinskaja in russo Щукинская? è una stazione della Metropolitana di Mosca, situata sulla Linea Tagansko-Krasnopresnenskaja. Prende il nome dal villaggio di Ščukino, esistito prima di essere annesso alla città di Mosca negli anni quaranta; la stazione fu inaugurata il 30 dicembre 1975.
Il design segue lo standard originale della metropolitana moscovita, con 40 colonne anziché 26. I pilastri sono ricoperti con marmi in diverse tonalità di rosa (proveniente dalla cava ucraina di Burovščina) e decorate da strisce verticali di alluminio anodizzato. Le mura sono corrugate, in alluminio di color bronzo, e sono decorate con pannelli. Il pavimento è ricoperto in granito grigio; gli architetti furono Nina Alëšina, Smajlova e Alekseev.
Durante la costruzione del tunnel Oktjabr'skoe Pole-Ščukinskaja fu sviluppato un nuovo metodo ingegneristico. Data la sabbiosità del suolo di Mosca, i tunnel della metropolitana erano stati costruiti tradizionalmente con il metodo a pozzo (cioè scavando dalla superficie) o restringendo le opere edilizie in modo da interessare solo aree disabitate, dato che sarebbero stati probabili dei cedimenti del suolo. Per il tunnel di Ščukinskaja, tuttavia, furono pressato dei blocchi di cemento, che non furono montati nel suolo, ma tutta l'operazione fu svolta velocemente per evitare che i materiali venissero sottoposti alle forti pressioni del sottosuolo. Altro traguardo fu la mancanza di utilizzo dei metalli per il montaggio; per l'unione dei blocchi fu usato un misto di bitume.
Gli ingressi della stazione sono situati presso l'incrocio tra Ščukinskaja Ulica e Ulica Maršala Vasilevskogo.
La stazione sostiene un traffico quotidiano di passeggeri di 93.500 unità.